# Robert Edeson
Robert Edeson (ur. 3 czerwca 1868  w Nowym Orleanie w atanie Luizjana zm. 24 marca 1931) – amerykański aktor filmowy.

## Filmografia
- 1912: His Message

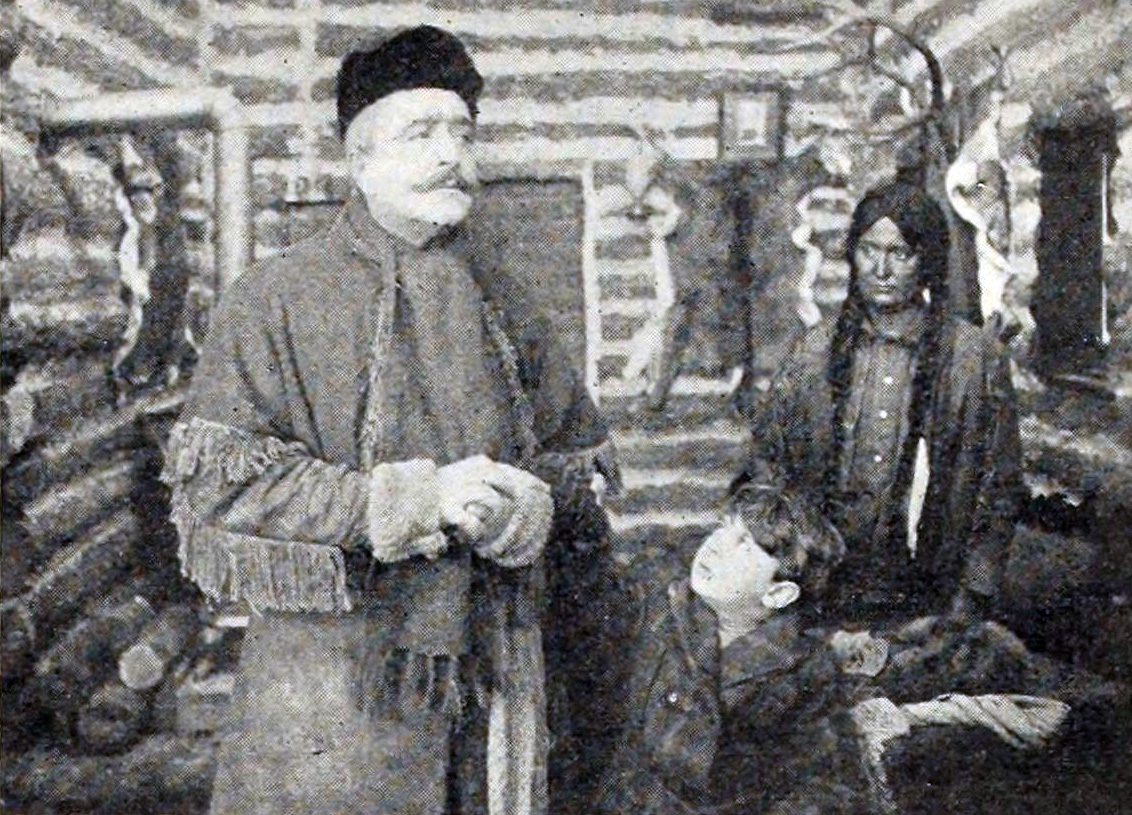
Fathers of Men (1916)

- 1915: On the Night Stage jako Alexander Austin
- 1922: Szalone żony jako Andrew J. Hughes
- 1922: Romans królewski
- 1926: The Volga Boatman jako Książę Nikita
- 1929: Marianne jako Generał
- 1929: Dynamit
- 1930: Zdobywca serc jako Generał Garcia
- 1931: Aloha jako James Bradford, Jr.

## Wyróżnienia
Posiada swoją gwiazdę na Hollywoodzkiej Alei Gwiazd.